# Хататэ, Рэо
Рэо Хататэ (яп. 旗手 怜央 Хататэ Рэо, 21 ноября 1997, Судзука) — японский футболист, полузащитник шотландского клуба «Селтик» и национальной сборной Японии.

## Ранние годы
Родился 21 ноября 1997 года в Судзуке. Учился в Университете Дзюнтэндо в Токио, играл за команду университета. Во время учебы в университете было объявлено, что Хататэ подпишет контракт с клубом Кавасаки Фронтале, когда закончит учебу.

## Клубная карьера
Во профессиональном футболе дебютировал в 2018 году за японский клуб «Кавасаки Фронтале», в котором провёл два сезона, сыграв в 62 матчах Джей-лиги.
31 декабря 2021 года подписал контракт с шотландским клубом «Селтик» на 4,5 года. 2 февраля 2022 года оформил дубль в ворота «Рейнджерс» в «дерби старой фирмы».

## Карьера в сборной
В течение 2017—2021 годов привлекался в состав молодёжной сборной Японии. На молодёжном уровне сыграл в 28 официальных матчах, забил 6 голов.
В 2021 году защищал цвета олимпийской сборной Японии. В составе этой команды провёл 5 матчей. В составе сборной — участник футбольного турнира на Олимпийских играх 2020 года в Токио.
В 2022 году дебютировал в официальных матчах национальной сборной Японии.
Был включён в состав сборной на Кубок Азии 2023 в Катаре.

## Достижения
Кавасаки Фронтале
- Чемпион Японии: 2020, 2021
- Обладатель Кубка Императора: 2020
- Обладатель Суперкубка Японии: 2021

Селтик
- Чемпион Шотландии: 2021/22, 2022/23, 2023/24
- Обладатель Кубка Шотландии: 2022/23, 2023/24
- Обладатель Кубка шотландской лиги: 2022/23